# Triblidium craraense
Triblidium craraense är en svampart som beskrevs av Wilberf. 1992. Triblidium craraense ingår i släktet Triblidium och familjen Triblidiaceae.   Inga underarter finns listade i Catalogue of Life.